# Pachycerianthus borealis
Pachycerianthus borealis är en korallart som beskrevs av Addison Emery Verrill 1873. Pachycerianthus borealis ingår i släktet Pachycerianthus och familjen Cerianthidae. Inga underarter finns listade i Catalogue of Life.